# Гаюльский, Виктор Иванович
Виктор Иванович Гаюльский (Род. 25 ноября 1957 года в пос. Куюмба Байкитского района Эвенкийского автономного округа РСФСР, СССР) — российский политический деятель, депутат Государственной Думы ФС РФ первого и второго созывов, в прошлом советник губернатора Красноярского края.

## Биография
Родился в семье оленеводов Ивана Егоровича Гаюльского и Амалии Наумовны Гаюльской в поселке Куюмба, Эвенкийского Автономного округа. Был старшим ребёнком в семье. У Виктора есть брат Артур и трое сестер.
В 1981 получил высшее образование в Красноярском сельскохозяйственном институте. С 1981 по 1986 год работал на Государственном племзаводе «Суриндинский» Эвенкийского автономного округа главным зоотехником. С 1986 по 1987 год работал первым заместителем председателя окружного агропромышленного объединения, инструктором сельскохозяйственного отдела окружного комитета КПСС. Состоял в рядах КПСС до 1991 года. С 1987 по 1992 год работал на государственном племзаводе главным зоотехником, директором.
С 1992 по 1993 год работал в акционерном обществе оленеводческое племенного направления «Суриндинский» в должности генерального директора.
В 1993 году избран депутатом Государственной думы Федерального Собрания Российской Федерации I созыва от Эвенкийского одномандатного избирательного округа № 224 ( набрал 21,50%). В Государственной думе был членом комитета по делам национальностей, входил в депутатскую группу «Стабильность».
В 1995 году был выдвинут избирателями в кандидаты и повторно избран депутатом Государственной думы ФС РФ от Эвенкийского одномандатного избирательного округа N 224( 7,83% - 4 место ). был членом комитета про проблемам Севера, входил во фракцию партии «Наш дом — Россия», являлся членом политической партии «Наш дом — Россия».
После окончания полномочий вернулся работать в оленеводческое племенное предприятия «Суриндинское» руководителем. Избирался депутатом Эвенкийского районного Совета депутатов. Работал советником губернатора Красноярского края по вопросам коренных малочисленных народов Севера. Работал в Ассоциации коренных малочисленных народов Севера Красноярского края в должности президента ассоциации с 2007 по 2011 год. Первый председатель Совета эвенков России в 2009—2019 гг. В настоящее время работает егерем МП ОПХ Суриндинский.

## Семья
Женат, имеет сына и двух дочерей.
- Сын Гаюльский Андрей Викторович (родился в 1983) — закончил Российский государственный университет нефти и газа. Депутат Эвенкийского районного Совета депутатов IV созыва (2016—2021), депутат Законодательного собрания Красноярского края IV созыва (2021-2026).

## Законотворческая деятельность
За время исполнения полномочий депутата Государственной думы I и II созыва выступил соавтором шести законодательных инициатив и поправок к проектам федеральных законов.

## Награды
Медаль «За трудовое отличие»